# Cotoneaster langei
Cotoneaster langei là loài thực vật có hoa trong họ Hoa hồng. Loài này được G. Klotz mô tả khoa học đầu tiên năm 1972.